# Winter World University Games 2025/Teilnehmer (Chinesisch Taipeh)
| Gelbes Symbol für Goldmedaillen mit stilisierten Olympischen Ringen | Graues Symbol für Silbermedaillen mit stilisierten Olympischen Ringen | Braundes Symbol für Bronzemedaillen mit stilisierten Olympischen Ringen |
| ------------------------------------------------------------------- | --------------------------------------------------------------------- | ----------------------------------------------------------------------- |
| —                                                                   | —                                                                     | —                                                                       |

Die Republik China nahm mit 22 Athleten (20 Frauen und 2 Männer) unter dem Namen Chinesisch Taipeh an den Winter World University Games 2025 in Turin teil.

## Teilnehmer nach Sportarten

### Eishockey
| Wettbewerb               | Frauen |
| ------------------------ | --- |
| Athleten                 | Chung Ai Chiu Yi-ting Lin Yang-chi Sha Yun-yun Hsu Yu-tong Chan Chiao-yu Wu Ji-cih Tan Su-ting Kao Wei-ting Tao Sing-lin Huang Yun-chu Lin Yi-ni Fan Chi-chieh Chung Ching Liu Pei-chen Yeh Pei-han Chang En-wei Chang En-ni Yeh Ping-hsin |
| Gruppenphase             | Kanada 0:16 Slowakei 2:6 Großbritannien 8:0 |
| Halbfinale Platz 5 bis 8 | Kasachstan 3:4 |
| Spiel um Platz 7         | Großbritannien 6:0 |
| Rang                     | 7 |

### Shorttrack
| Athleten        | Wettbewerbe | Qualifikation | Qualifikation | Vorlauf       | Vorlauf       | Viertelfinale | Viertelfinale | Halbfinale    | Halbfinale    | Finale        | Finale        | Rang |
| Athleten        | Wettbewerbe | Zeit          | Rang          | Zeit          | Rang          | Zeit          | Rang          | Zeit          | Rang          | Zeit          | Rang          | Rang |
| --------------- | ----------- | ------------- | ------------- | ------------- | ------------- | ------------- | ------------- | ------------- | ------------- | ------------- | ------------- | ---- |
| Männer          |             |               |               |               |               |               |               |               |               |               |               |      |
| Chang Chuan-lin | 500 m       | 42,638 min    | 2             | 43,024 s      | 3             | 42,011 s      | 4             | ausgeschieden | ausgeschieden | ausgeschieden | ausgeschieden | 12   |
| Chang Chuan-lin | 1000 m      | 1:30,971 min  | 2             | 1:29,536 min  | 4             | ausgeschieden | ausgeschieden | ausgeschieden | ausgeschieden | ausgeschieden | ausgeschieden | 20   |
| Chang Chuan-lin | 1500 m      | —             | —             | —             | —             | 2:24,900 min  | 6             | ausgeschieden | ausgeschieden | ausgeschieden | ausgeschieden | 37   |
| Tsai Chia-wei   | 500 m       | 1:09,630 min  | 4             | ausgeschieden | ausgeschieden | ausgeschieden | ausgeschieden | ausgeschieden | ausgeschieden | ausgeschieden | ausgeschieden | 38   |
| Tsai Chia-wei   | 1000 m      | 1:33,734 min  | 4             | ausgeschieden | ausgeschieden | ausgeschieden | ausgeschieden | ausgeschieden | ausgeschieden | ausgeschieden | ausgeschieden | 34   |
| Tsai Chia-wei   | 1500 m      | —             | —             | —             | —             | 2.27,573 min  | 3             | 3:00,965 min  | 7             | ausgeschieden | ausgeschieden | 19   |

### Ski Alpin
| Athleten   | Wettbewerbe  | 1. Lauf     | 1. Lauf | 2. Lauf     | 2. Lauf | Gesamt      | Gesamt |
| Athleten   | Wettbewerbe  | Zeit        | Rang    | Zeit        | Rang    | Zeit        | Rang   |
| ---------- | ------------ | ----------- | ------- | ----------- | ------- | ----------- | ------ |
| Frauen     |              |             |         |             |         |             |        |
| Lee Wen-yi | Riesenslalom | 1:18,31 min | 68      | 1:18,53 min | 59      | 2:36,84 min | 57     |
| Lee Wen-yi | Slalom       | 50,02 s     | 52      | 48,41 s     | 48      | 1:38,43 min | 48     |